# Foster's Group
 (mars 2010).
Si vous disposez d'ouvrages ou d'articles de référence ou si vous connaissez des sites web de qualité traitant du thème abordé ici, merci de compléter l'article en donnant les références utiles à sa vérifiabilité et en les liant à la section « Notes et références ».
Foster's Group est un groupe australien spécialisé dans la brasserie et la production de vin, de cidre et de spiritueux.

## Histoire
La marque de bière créée par celui-ci à Melbourne en 1888 est aujourd'hui produite et distribuée internationalement, en partie sous licence. Jusqu'en avril 2008 sa licence appartient alors, pour l'Europe, à Scottish et Newcastle (et était brassée en France par Kronenbourg)
Une scission en 2011 sépare ses activités de vins dans une nouvelle entreprise, Treasury Wine Estates. Les activités brassicoles de Foster's Group sont, depuis 2011, détenues par SABMiller, après une OPA valorisant celles-ci à 9,9 milliards de dollars australiens.

## Bières
- Foster's

## Sponsoring
Foster's est aussi un sponsor important de plusieurs grands prix de Formule 1 dans le monde jusqu'en 2006.